# Déjà Vu (bài hát của Beyoncé)
"Déjà Vu" là một ca khúc do ca sĩ nhạc R&B Beyoncé Knowles trình bày, cùng phần góp giọng của nghệ sĩ nhạc rap Jay-Z. Ca khúc được sản xuất bởi Rodney "Darkchild" Jerkins và chính Beyoncé cho album phòng thu hát đơn thứ hai của cô, B'Day (2006). "Déjà Vu" là một bài hát mang thể loại R&B đương đại và kết hợp với thể loại funk và soul thập niên 1970. Những nhạc cụ trong ca khúc gồm ghita bass, hi-hat, kèn cor và trống máy Roland TR-808. Tựa đề và lời nhạc của ca khúc kể về một người phụ nữ liên tục bị gợi nhớ đến một người tình cũ của cô.
"Déjà Vu" được phát hành dưới dạng đĩa đơn đầu của B'Day trên các đài radio tại Mỹ ngày 24 tháng 6 năm 2006. Ca khúc nhận được những đánh giá khác nhau từ những nhà phê bình. Nhiều người cho rằng "Déjà Vu" khá tương tự với "Crazy in Love" của Knowles, ca khúc được ra mắt năm 2003 ở dạng đĩa đơn dẫn đầu cho album đầu tay của cô, Dangerously in Love. Những nhà phê bình đồng thời cũng so sánh sự quyết đoán và sự khích dục trong lời nhạc mà Knowles đã hát khá tương tự như Tina Turner trong thập niên 1980. "Déjà Vu" được đề cử giải Grammy ở các hạng mục Hợp tác rap/hát hiệu quả nhất và Bài hát R&B xuất sắc nhất tại Giải thưởng Grammy năm 2007, trong khi đó bản phối lại của ca khúc được đề cử trong hạng mục Bản thu phối xuất sắc nhất, không cổ điển. Bài hát đồng thời còn nhận giải "Ca khúc xuất sắc" tại giải Music of Black Origin (MOBO) năm 2006.
Về mặt thương mại, "Déjà Vu" đã vươn lên vị trí thứ 4 trên bảng xếp hạng Billboard Hot 100 tại Mỹ và đứng đầu bảng xếp hạng Hot Dance Club Play cùng vị trí đứng nhất trên một số bảng xếp hạng khác của Billboard, gồm Hot Dance Singles Sales và Hot R&B/Hip-Hop Songs. Ca khúc đã được chứng nhận đĩa vàng bởi Hiệp hội Công nghiệp ghi âm Hoa Kỳ (RIAA) cho số bán hơn nửa triệu bản tải kỹ thuật số. Đĩa đơn còn xuất hiện tại vị trí quán quân ở Liên hiệp Anh và vươn lên tốp 10 ở nhiều quốc gia châu Âu. Video âm nhạc cho bài hát được đạo diễn bởi Sophie Muller, gồm nhiều bộ trang phục thời trang cao cấp cùng động tác vũ đạo mạnh mẽ. Khoảng 5.000 người hâm mộ của Knowles đề nghị trực tuyến cho một buổi thu hình lại cho video, họ phàn nàn về sự thiếu chủ đề trong đoạn video, việc lựa chọn phục trang và sự tương tác tình dục mờ ám giữa Knowles và Jay-Z.

## Bối cảnh và sản xuất

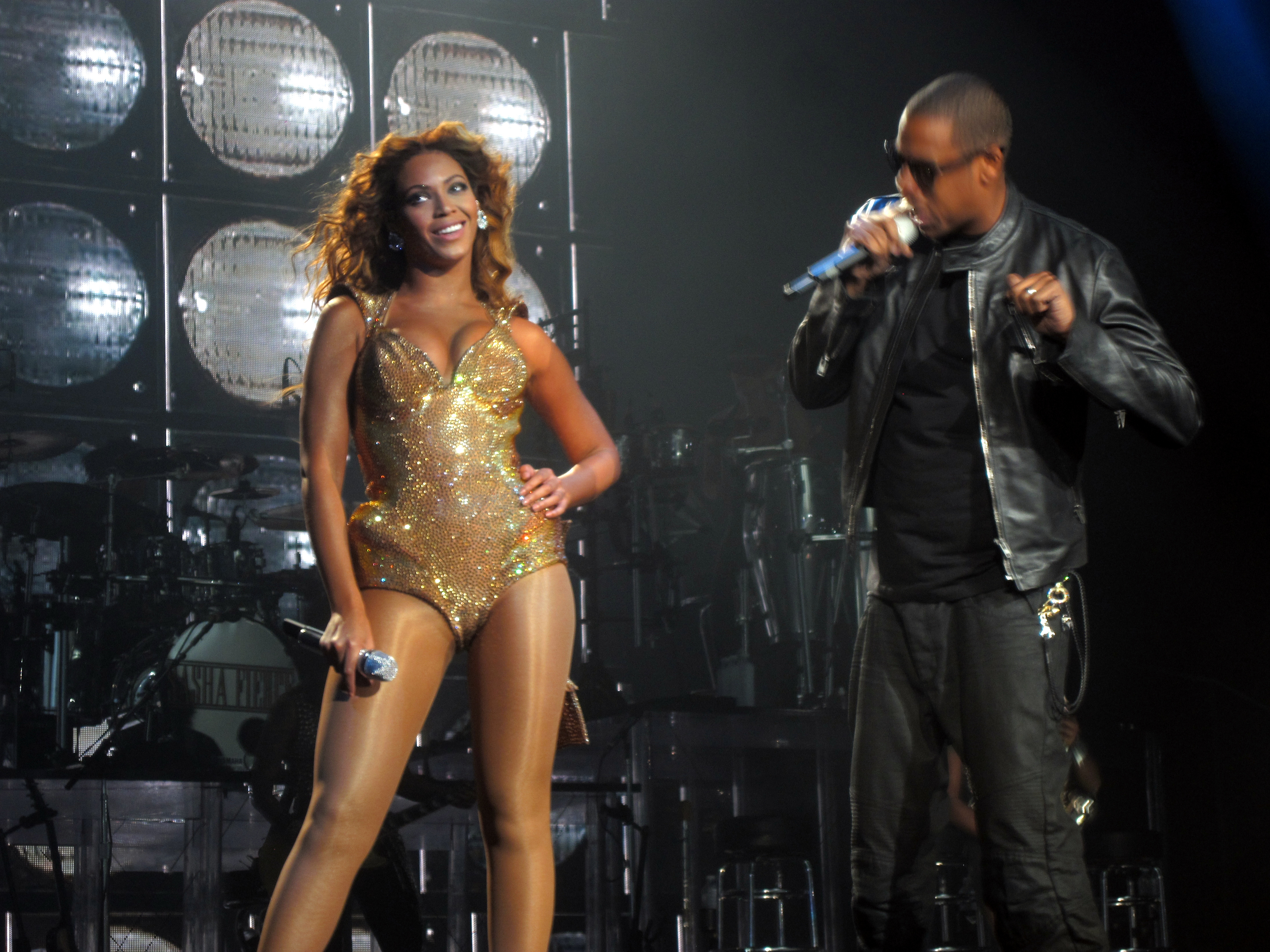
Knowles và Jay-Z, chồng hiện tại của cô, người tham gia vào công đoạn cuối cùng của bài hát, đang trình diễn đĩa đơn đình đám "Crazy in Love."

Năm 2005, nhà sản xuất âm nhạc người Mỹ Rodney "DarkChild" Jerkins và nhà sản xuất Jon Jon Traxx "đã nảy ra ý tưởng thực hiện một ca khúc mang giai điệu old-school, một bài hát cổ điển với tiếng bass và kèn cor đúng chất", ảnh hưởng một phần do tiêu đề của bài hát. Jon Jon Traxx cùng Jerkins, đầu tiên thu âm phần trống bass, kèm theo là các bộ gõ, kèn cor và giọng thu được xếp thành nhiều lớp. Phần sản xuất ca khúc được thực hiện tại phòng thu ở New Jersey của Jerkins và Phòng thu Sony Music ở Thành phố New York.
Jerkins sau đó đã thu âm một bản thử nghiệm của ca khúc với giọng thu của nhạc sĩ người Mỹ Makeba Riddick, người được ghi danh với tư cách là đồng sáng tác ca khúc. Họ sau đó gửi bản thu đến Knowles và đã được chấp thuận. "Déjà Vu" còn có phần lời được đóng góp bởi nhạc sĩ Delisha Thomas, Keli Nicole Price, cùng chồng hiện tại (bạn trai thời điểm ấy) của Knowles, Jay-Z. Anh đã tham gia vào công đoạn cuối cùng, khi Knowles nhìn thấy anh cố gắng hát theo phiên bản thu âm của ca khúc và cô đã ngỏ ý mời anh cùng kết hợp trong bài hát. Jay-Z đã thu âm phần rap cho ca khúc và sau đó xuất hiện với tư cách là một nghệ sĩ hợp tác.
Về công đoạn sản xuất "Déjà Vu", Knowles chia sẻ với MTV News:

Khi tôi thu âm 'Deja Vu'... Tôi đã biết trước khi bắt tay vào thực hiện album của tôi, tôi muốn thêm vào dụng cụ nhạc được thu trực tiếp cho tất cả các bài hát của tôi. Đó đúng là một sự cân bằng [của thể loại âm nhạc trong ca khúc] [...] Nó vẫn rất trẻ trung, mới mẻ và tươi tắn, nhưng nó vẫn có giai điệu soul cổ. Năng lượng [của bài hát] thật tuyệt vời. Đó là bài hát dành cho mùa hè, tôi thề. Tôi cảm nhận được điều đó. Rodney Jerkins thật tuyệt vời, Jay tất nhiên phải xuất hiện, anh đã cầu nguyện cho ca khúc, tôi thì cảm thấy hạnh phúc về ca khúc.

## Phát hành và tiếp nhận
"Déjà Vu" bị rò rỉ trên mạng vào ngày 13 tháng 6 năm 2006. Vào ngày 24 tháng 6 năm 2006, ca khúc đã được phát hành tại những đài phát thanh ở Mỹ, 4 tuần sau khi Knowles thông báo rằng Columbia, hãng thu âm của cô, rằng B'Day đã hoàn tất. Hơn một tháng sau, ca khúc đã được phát hành dưới định dạng vật chất; ca khúc đã được phát hành ở dạng đĩa đơn CD vào ngày 31 tháng 7 năm 2006 tại Mỹ. Một CD tăng cường sau đó được phát hành vào ngày 12 tháng 9, gồm 5 ca khúc kèm theo bản "Déjà Vu" đa phương tiện được bổ sung. Ở Anh, phiên bản tải kỹ thuật số được phát hành vào ngày 15 tháng 8 năm 2006. Một CD maxi và một đĩa đơn 12" tiếp tục được phát hành vào ngày 21 tháng 8 năm 2006.
Knowles sau đó đã hợp tác với đội ngũ sản xuất người Anh, Freemasons để phối lại ca khúc "Déjà Vu". Phiên bản câu lạc bộ đã được thực hiện và xuất hiện trong Đĩa mở động Freemasons của Green Light, phát hành ngày 31 tháng 7 năm 2007. Một đĩa đơn maxi, gồm phiên bản album của ca khúc và bản phối câu lạc bộ của Freemasons đã được phát hành ngày 5 tháng 8 năm 2006 ở các nước châu Âu.

### Đánh giá chuyên môn

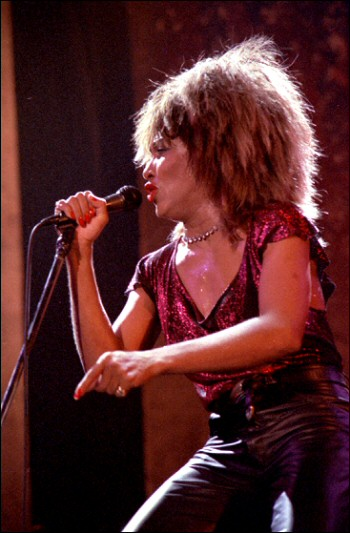
Caroline Sullivan từ The Guardian cho rằng phần trình diễn của Knowles gợi nhớ đến "Tina Turner hoang dã khi trẻ."

"Déjà Vu" từ khi ra mắt đã nhận được những đánh giá khen chê khác nhau từ những nhà phê bình âm nhạc. Joseph Mike từ trang tạp chí trực tuyến quốc tế PopMatters' tin rằng "thật tuyệt vời khi nghe Beyoncé hát giai điệu mạnh mẽ bằng phổi của mình cùng những dụng cụ nhạc trực tiếp." Spence D. từ IGN Music, một trang tin tức đa phương tiện cùng nhiều bài đánh giá, khen ngợi giai điệu đầy âm bass của Jerkins, cho rằng nó đã mang cho ca khúc "sự hoàn hảo". Mô tả "Déjà Vu" là một ca khúc "lộng lẫy", Caroline Sullivan từ The Guardian khen ngợi phần hợp tác giữa Knowles và Jay-Z và gọi đó là "sự kích thích lành mạnh của dòng nhạc pop". Cô còn nói thêm rằng dù Jay-Z không xuất hiện trực tiếp, nhưng anh vẫn mang đến sự dữ dội trong Knowles, khiến ta gợi nhớ đến "Tina Turner hoang dã khi trẻ." Bernard Zuel của The Sydney Morning Herald khen ngợi sự quyết đoán khi Knowles hát ca khúc và cho rằng việc mua "Déjà Vu" rất "đáng giá."
Một số nhà phê bình khác đã so sánh "Déjà Vu" với Đĩa đơn 2003 của Knowles, "Crazy in Love", đĩa đơn dẫn đầu của album đầu tay của cô. Theo Gail Mitchell của Billboard, ca khúc được xem như phần tiếp theo của "Crazy in Love". Jason King của tạp chí Vibe xem bài hát là "nhân bản vô tính từ DNA giọng khàn của 'Crazy in Love'", trong khi đó, Thomas Inskeep từ tạp chí Stylus gọi ca khúc là "phiên bản nhẹ nhàng của 'Crazy in Love'"; dù vậy, có một vài nhà phê bình đánh giá khá tiêu cực khi họ phát hiện nhiều điểm tương đồng giữa hai bài hát. Trong bài đánh giá của Andy Kellman cho Allmusic, một cơ sở dữ liệu âm nhạc trực tuyến, anh cho rằng bài hát "có sự mạnh mẽ khiến ca khúc không trở nên phi thường như 'Crazy in Love'" và đề cập về sự thành công trong mặt thương mại vào năm 2003. Phóng viên của trang báo trực tuyến Pitchfork Media, Ryan Dombal cho rằng "lần này [Knowles] bị đánh bật bởi những giai điệu mạnh mẽ".
Sasha Frere-Jones từ tạp chí The New Yorker cho rằng lời nhạc của bài hát làm "rối loạn trí óc", trong khi đó Chris Richards của The Washington Post, cho rằng nhân vật Knowles trong "Déjà Vu" là "một cô bạn gái bị điên vì yêu". Jody Rosen của tờ Entertainment Weekly cho rằng việc lựa chọn "Déjà Vu" làm đĩa đơn dẫn đầu là một lựa chọn "buồn tẻ đến quái gở". Ngược lại, Jaime Gill của Yahoo! Music cho rằng việc lựa chọn "Déjà Vu" làm đĩa đơn rất đúng đắn nhưng kết luận rằng ca khúc thiếu "kiểu điệp khúc chết người" và đề nghị Knowles nên bước thêm bước nữa để "thống trị toàn cầu." Mặt khác, Jon Pareles của The New York Times viết rằng sự xuất hiện của Jay-Z "bình tĩnh thể hiện hơn bao giờ hết", nhưng trong ca khúc, anh chỉ làm cho Knowles "nghe không an toàn."

### Giải thưởng và đề cử
"Déjà Vu" đã được đề cử cho hạng mục Hợp tác rap/hát hiệu quả nhất và Bài hát R&B xuất sắc nhất tại Giải thưởng Grammy năm 2007, trong khi đó bản phối lại của ca khúc được đề cử trong hạng mục Bản thu phối khí xuất sắc nhất, Không cổ điển. Ca khúc sau đó đã thắng hạng mục "Ca khúc xuất sắc nhất" tại giải MOBO ở Anh. Năm sau đó, "Déjà Vu" đã nhận hai đề cử gồm "Ca khúc nhạc nhảy R&B/Urban xuất sắc" và "Ca khúc nhạc nhảy Pop xuất sắc" tại Lễ trao giải nhạc Nhảy Quốc tế thường niên lần thứ 22 năm 2007. Ca khúc đồng thời còn được đề cử cho hạng mục "Hợp tác xuất sắc nhất" chung với "Upgrade U", một bài hát khác của Knowles kết hợp với Jay-Z, tại lễ trao giải Black Entertainment Television (BET).

### Diễn biến trên bảng xếp hạng
"Déjà Vu" xuất hiện trên bảng xếp hạng Billboard Hot 100 với vị trí 44, trước hơn một tháng trước khi ca khúc phát hành vật chất. Sau khi phát hành dưới dạng điện tử, ca khúc đã tiêu thụ được 75,000 bản kỹ thuật số trong tuần đầu phát hành. Khiến bài hát tăng vọt lên vị trí thứ 4 trên bảng xếp hạng Hot 100. Bản phối Freemasons/M. Joshua thì leo lên dẫn đầu bảng Billboard Hot Dance Club Play, trong khi phiên bản của album nằm tại vị trí 18 trên bảng xếp hạng này. "Déjà Vu" còn vươn lên đứng nhất trên bảng xếp hạng Hot Dance Singles Sales và Hot R&B/Hip-Hop Songs, vị trí thứ 9 trên bảng Rhythmic Top 40 và vị trí 40 trên bảng xếp hạng Top 40 Mainstream. Trong số cuối năm 2007 của Billboard, "Déjà Vu" đã xuất hiện tại vị trí thứ 7 trên bảng xếp hạng Hot Dance Singles Sales.
"Déjà Vu" đồng thời còn vươn lên tốp 10 ít hơn 10 quốc gia ở châu Âu. Với 29,365 bản được bán trong tuần đầu tiên, đĩa đơn đã giành được vị trí đầu bảng trên bảng xếp hạng UK Singles Chart, trở thành đĩa đơn solo quán quân thứ hai của Knowles tại Anh. Ca khúc đồng thời còn vươn lên tốp 5 tại Hungary, Ireland, Ý, Na Uy, Thụy Sĩ và nằm trong tốp 10 tại Bỉ, Phần Lan và Đức. Dù vậy, "Déjà Vu" lại không vươn lên được tốp 10 ở các nước châu Đại Dương. Đĩa đơn đạt được vị trí thứ 12 trên bảng xếp hạng Australian Singles Chart và vị trí thứ 15 trên bảng xếp hạng New Zealand Singles Chart. "Déjà Vu" sau đó tiếp tục trở thành đĩa đơn bán chạy thứ 98 tại Úc năm 2006. Ca khúc đồng thời còn nắm giữ kỷ lục về doanh số bán nhạc chuông tại Nhật Bản.

## Video âm nhạc

### Thực hiện, ra mắt, giải thưởng và đề cử

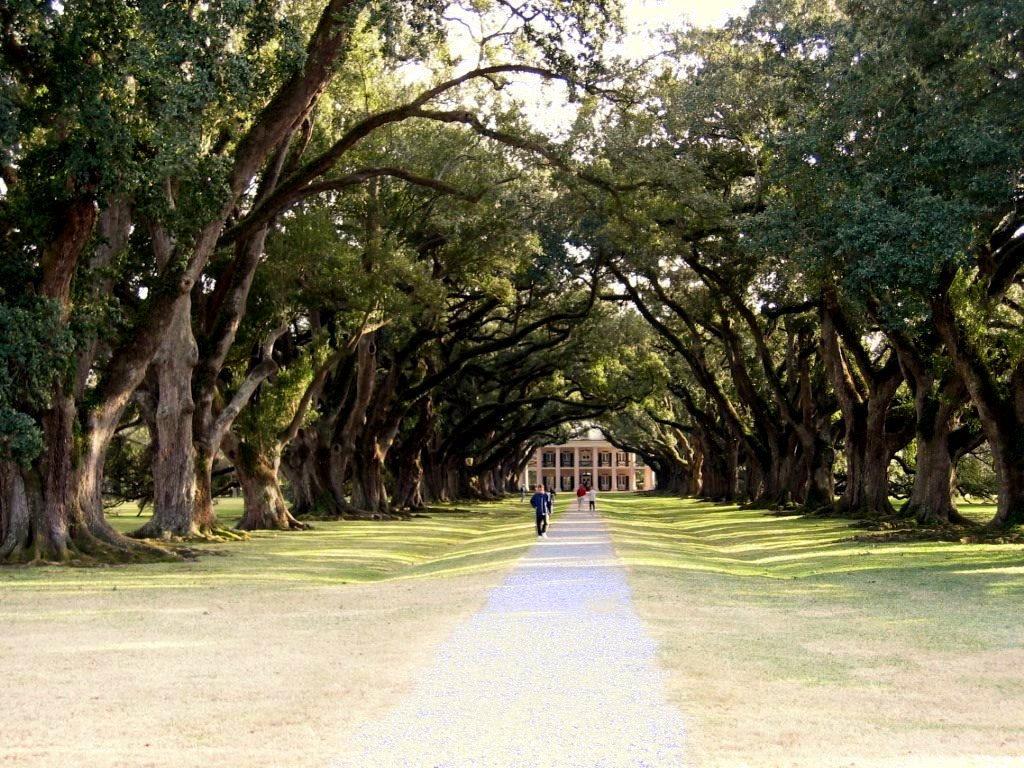
Oak Alley Plantation, một trong những địa điểm được chọn để thực hiện video "Déjà Vu".

Video âm nhạc cho "Déjà Vu" được quay bởi đạo diễn người Anh Sophie Muller tại New Orleans, Louisiana vào ngày 21 tháng 6 năm 2006, cùng nhiều cảnh trong video được quay tại Maple Leaf Bar, Oak Alley Plantation tại Carrollton, Louisiana và Vacherie, Louisiana. Đoạn phim gồm nhiều bộ phục trang mang phong cách cao cấp, vũ đạo mạnh mẽ và thuộc chủ đề mang tính khiêu khích. "Déjà Vu" được trình chiếu vào ngày 12 tháng 7 năm 2006 trên chương trình của kênh MTV, Total Request Live (TRL), và Overdrive, một kênh video băng thông rộng của MTV. Video này đã vươn lên vị trí quán quân tại TRL, Yahoo!, cùng nhiều bảng xếp hạng của MTV. Video sau đó còn đứng đầu bảng xếp hạng phát sóng truyền hình ở Anh vào cuối tháng 7 năm 2006 rồi tiếp tục chiến thắng hạng mục "Video âm nhạc xuất sắc nhất" tại giải MOBO năm 2006.

### Nội dung
Video bắt đầu với cảnh quay Knowles đang dùng tay đập vào một bức tường màu xanh lá, còn Jay-Z thì đang ngồi trên một chiếc ghế trong một căn phòng tối. Knowles và Jay-Z sau đó bắt đầu chơi nhạc cụ tưởng tượng và bắt chước giai điệu của bài hát. Trong vài cảnh quay sau, Knowles đã xuất hiện trong nhiều căn phòng khác nhau khi cô đang diện trên mình nhiều bộ trang phục khác biệt. Phần điệp khúc bắt đầu, cô bắt đầu chạy xung quanh và nhảy trên một cánh đồng trồng mía. Vào phần cuối của điệp khúc, cô nhảy trong một chiếc đầm đỏ trước một chiếc ao và xuất hiện trong chiếc đầm to màu đỏ khi đứng trước một căn biệt thự. Khi đoạn hát của Jay-Z bắt đầu, cả hai người cùng xuất hiện một mình trong một căn phòng, Knowles thì chân không bước vào và nhảy một cách gợi dục xung quanh Jay-Z, dẫn đến cảnh quay tình dục bằng miệng gây tranh cãi. Knowles sau đó tiếp tục diện một chiếc áo xanh lá cùng một chiếc áo lót mỏng khi cô đang nhảy trên cát. Vào phân đoạn cuối cùng, cô đã nhảy một mình trên một cánh rừng tối khi đang diện lên mình một chiếc đầm đen lấp lánh cùng nhiều chú đom đóm bay vòng quanh cô. Ca khúc kết thúc cùng cảnh cô đứng trong tư thế nghiêng mình trong khi những con đom đóm bay đi mất.

### Đánh giá chuyên môn

Cánh nhà báo cho thấy hành động giữa Knowles và Jay-Z mang tính ám chỉ tình dục. Một bản kiến nghị từ những người hâm mộ cho rằng đây là "hành động không thể chấp nhận" giữa hai người trong video âm nhạc.

Video nhận nhiều đánh giá khen chê khác nhau. Sal Cinquemani từ tạp chí Slant nhận xét rằng video "có chủ đề và suy nghĩ kích động hơn video của 'Baby Boy' và 'Naughty Girl'", những ca khúc nằm trong album đầu tay của Knowles, Dangerously in Love. Eb Haynes của trang Allhiphop.com mô tả video "mới mẻ một cách trực quan" và "thể hiện tính thời trang cao cấp". Một bài báo được đăng tải lên tờ Hindustan Times cho rằng có một cảnh quay trong video ám chỉ tình dục bằng miệng. Natalie Y. Moore từ tạp chí In These Times đã phản hồi lại lời bình luận này, cho rằng video đã giới thiệu một Knowles "thể hiện sự khiêu khích", còn Jay-Z trong nhiều cảnh quay "có vẻ như trong bất cứ giây phút nào đó, cô ấy sẽ mút dương vật của anh". Video sau đó tiếp tục xuất hiện trong danh sách "Những video tồi nhất mọi thời đại" của Bản tin Yahoo! Music, họ đã đưa ra những ý kiến tiêu cực từ người hâm mộ và nhận xét, "Đây có lẽ là video khủng khiếp nhất được liệt vào danh sách [...] nhưng những video của Beyoncé càng tiếp diễn, thì nó càng[bệnh hoạn] kinh tởm."

### Tiếp nhận từ người hâm mộ
Theo một bài báo cáo của MTV News, vào tháng 7 năm 2006, hơn 2000 người đã ký vào một bản kiến nghị trực tuyến được gửi đến hãng thu của Knowles, yêu cầu một buổi quay hình lại cho video. Vào cuối tháng 8 năm 2006, gần 5000 người hâm mộ nữa đã ký vào bản kiến nghị này. Bản kiến nghị yêu cầu đoạn phim nên được quay lại vì video bị cho là "phần trình diễn gây thất vọng về mặt thành công và chất lượng của dự án video âm nhạc trước của cô Knowles." Kèm theo đó là một danh liệt kê "sự túng thiếu chủ đề, phần chỉnh sửa gây chóng mặt, "lựa chọn phục trang quá mức, và hành động không thể chấp nhận" giữa Knowles và chồng hiện tại của cô, Jay-Z. Vũ đạo của Knowles đồng thời cũng bị đem ra trong bản kiến nghị, bị họ cho rằng "thất thường, khó hiểu vào đáng báo động trong thời điểm này". Ngoài ra, nhiều người hâm mộ còn phàn nàn về chủ đề khích dục trong video, mô tả rằng vài cảnh quay có "hành động không thể chấp nhận [giữa Knowles và Jay-Z]" và phàn nàn về "động cơ tình dục không thực tế" giữa hai người.

## Trình diễn trực tiếp

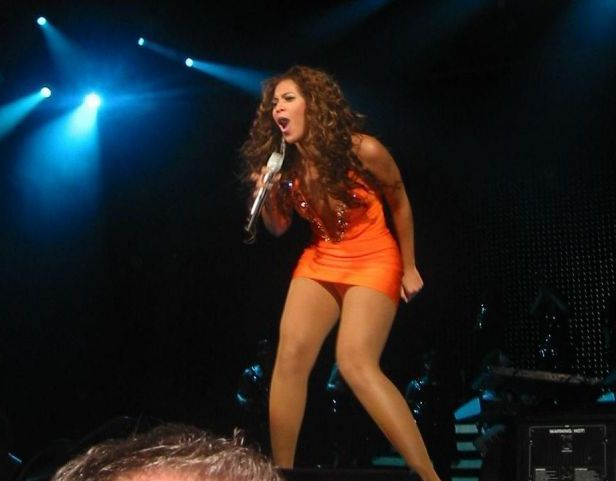
Knowles trình diễn "Déjà Vu" năm 2007 tại điểm dừng chân Thụy Điển trong tour diễn thế giới The Beyoncé Experience.

Knowles đã trình diễn ca khúc tại buổi lễ Fashion Rocks vào ngày 8 tháng 9 năm 2006. Theo Farrah Weinstein từ MTV News, phần trình diễn của Knowles được thực hiện nhằm "tưởng nhớ đến Josephine Baker", phần sân khấu và trang phục trình diễn đều lấy cảm hứng từ ca sĩ kiêm vũ công đầu thế kỷ 20. Sân khấu được thiết kế như một câu lạc bộ cabaret, cùng những vũ công nam mang kèn saxophone, còn Knowles và vũ công nữ thì diện chiếc áo múa hula nhỏ mang thương hiệu Baker cùng nhiều quả chuối giả. Cô tiếp tục trình diễn ca khúc trên chương trình tin tức buổi sáng và phỏng vấn Mỹ, Good Morning America. Knowles còn trình diễn ca khúc tại Giải thưởng Âm nhạc Thế giới năm 2006 vào ngày 15 tháng 11 năm 2006, và sau đó là Chương trình của Ellen DeGeneres.
Ngoài màn trình diễn trực tiếp của "Déjà Vu" tại những giải thưởng lớn và những chương trình truyền hình, ca khúc sau đó còn được xuất hiện trong danh sách ca khúc của hai tour lưu diễn của cô gồm The Beyoncé Experience và I Am... Tour. Phần trình diễn trực tiếp của "Déjà Vu" đồng thời còn xuất hiện trong album trực tiếp The Beyoncé Experience Live (2007), và bản cao cấp của I Am... World Tour (2010).

## Định dạng và danh sách ca khúc
Đĩa đơn CD tại Anh
1. "Déjà Vu" (Phiên bản của album) – 3:59
2. "Déjà Vu" (Bản phối đài phát thanh của Freemasons) – 3:15

Đĩa đơn maxi châu Âu
1. "Déjà Vu" (Phiên bản của album) – 3:59
2. "Déjà Vu" (Bản phối đài phát thanh của Freemasons) – 3:15
3. "Déjà Vu" (Bản phối đài phát thanh của Freemasons) – 8:05
4. "Déjà Vu" (Bản phối Maurice's Nusoul) – 6:00
5. "Déjà Vu" (Bản phối Maurice's Nusoul Mixshow) – 5:57

## Thực hiện
Theo ghi chú sản xuất trong B'Day.
- Hát: Beyoncé Knowles, Jay-Z (rap)
- Thu âm: Jeff Villanueva, Jim Caruana
  - Hỗ trợ bởi: Rob Kinelski, Jun Ishizeki
- Kỹ sư hòa âm: Jason Goldstein, Rodney Jerkins
- Âm nhạc: Jon Jon Traxx
- Kèn cor: Ronald Judge, Allen "Al Geez" Arthur, Aaron "Goody" Goode

## Xếp hạng
| Bảng xếp hạng (2006)                     | Vị trí cuối năm |
| ---------------------------------------- | --------------- |
| Úc (ARIA)                                | 12              |
| Áo (Ö3 Austria Top 40)                   | 12              |
| Bỉ (Ultratop 50 Flanders)                | 8               |
| Bỉ (Ultratop 50 Wallonia)                | 19              |
| Cộng hòa Séc (Rádio Top 100)             | 21              |
| Đan Mạch Airplay (Tracklisten)           | 16              |
| Châu Âu Hot 100 Singles (Billboard)      | 2               |
| Phần Lan (Suomen virallinen lista)       | 6               |
| Pháp (SNEP)                              | 23              |
| Đức (GfK)                                | 9               |
| Hungary (Single Top 40)                  | 2               |
| Ireland (IRMA)                           | 3               |
| Ý (FIMI)                                 | 4               |
| Hà Lan (Single Top 100)                  | 13              |
| New Zealand (Recorded Music NZ)          | 15              |
| Na Uy (VG-lista)                         | 3               |
| Slovakia (Rádio Top 100)                 | 43              |
| Thụy Điển (Sverigetopplistan)            | 11              |
| Thụy Sĩ (Schweizer Hitparade)            | 3               |
| Anh Quốc (OCC)                           | 1               |
| Hoa Kỳ Billboard Hot 100                 | 4               |
| Hoa Kỳ Hot R&B/Hip-Hop Songs (Billboard) | 1               |
| Hoa Kỳ Pop Airplay (Billboard)           | 14              |
| Mỹ (Billboard Pop 100)                   | 10              |
| Hoa Kỳ Dance Club Songs (Billboard)      | 1               |

| Bảng xếp hạng (2006)             | Vị trí cao nhất |
| -------------------------------- | --------------- |
| Australian Singles Chart         | 98              |
| Australian Urban Singles Chart   | 34              |
| Belgian Singles Chart (Flanders) | 75              |
| Italian Singles Chart            | 52              |
| Swiss Singles Chart              | 55              |
| UK Singles Chart                 | 56              |
| Mỹ (Billboard Hot 100)           | 65              |
| Mỹ (Hot R&B/Hip Hop Songs)       | 25              |
| Mỹ (Pop 100)                     | 95              |

## Chứng nhận
| Quốc gia                                                    | Chứng nhận | Số đơn vị/doanh số chứng nhận |
| ----------------------------------------------------------- | ---------- | ----------------------------- |
| Úc (ARIA)                                                   | Bạch kim   | 70.000‡                       |
| Canada (Music Canada)                                       | Vàng       | 40.000‡                       |
| Anh Quốc (BPI)                                              | Vàng       | 400.000‡                      |
| Hoa Kỳ (RIAA)                                               | Bạch kim   | 1.000.000‡                    |
| ‡ Chứng nhận dựa theo doanh số tiêu thụ và phát trực tuyến. |            |                               |